# Daughtry
Daughtry é uma banda norte-americana de rock liderada pelo ex-participante do programa de televisão American Idol, Chris Daughtry. O primeiro CD da banda, que já foi certificado com quádrupla platina, alcançou em duas semanas não consecutivas o topo das paradas da revista Billboard.

## História

### 2006-2008: Formação e primeiro álbum
Depois da chocante eliminação no Reality show da Fox American Idol, Chris Daughtry foi convidado pela Fuel, de quem já havia feito um cover, com a música Hemmorrage (In My Hands), a assumir os vocais da banda. Depois de a oferta ter sido recusada em 10 de julho de 2006, foi anunciado que Chris havia assinado um contrato com a 19 Entreteniment e a RCA Records, que também trabalha com outros participantes do programa, como, por exemplo, Kelly Clarkson e Carrie Underwood.
Chris escreveu ou co-escreveu 10 das 12 músicas presentes no álbum e para isso contou com um excelente time de compositores e membros de bandas de rock, tais como: Ed Kowalczyk (Live), Carl Bell (Fuel), Brad Arnold (3 Doors Down), Mitch Allan (SR-71) e Rob Thomas.
Devido ao pouco tempo que tinha para a gravação do disco, inclusive por motivo de estar participando da turnê do American Idol, Chris precisou escolher os membros da banda apenas após a finalização do álbum. Após audições em Los Angeles, Califórnia foram escolhidos para a banda Jeremy Brady para guitarra rítmica e vocais, Josh "JP" Paul (que já havia tocado na banda de Punk Rock Suicidal Tendencies) para o baixo, Josh Steely para primeira guitarra e Joseph "Joey" Barnes para vocais e bateria. JP e Josh são da Califórnia, sendo que o segundo fez as audições apenas porque foi visto no estúdio onde ensaiavam. Jeremy e Joey são da Carolina do Norte, mesmo estado que o vocalista, Chris. Jeremy conhecera Chris um mês antes, através de um amigo em comum. Joey e Chris eram conhecidos havia cerca de quatro anos, quando as bandas nas quais tocavam fizeram uma batalha, ganha pela Absent Element, liderada por Chris. Os dois também se encontraram nas audições do Reality Show Rockstar:INXS, no qual Joey foi aprovado (mas depois preferiu declinar) e Chris não.
O primeiro disco, que leva como título o nome da banda, foi produzido com Howard Benson, que também produziu bandas como Hoobastank e My Chemical Romance. Lançado em 21 de novembro de 2006, é o disco de estréia de uma banda de rock que mais vendeu em sua primeira semana (cerca de 304 mil) naquele ano. "It's Not Over", o primeiro single, foi lançado nas rádios norte-americanas em 6 de dezembro de 2006, após ter sido adiado algumas vezes desde setembro do mesmo ano. A música foi um sucesso instantâneo em todo o país. O Videoclipe, que conta a história de um homem que tenta recuperar sua vida após sair da cadeia, foi o primeiro a estrear no topo da parada do Canal VH1.
O segundo single, "Home", lançado no dia 17 de abril de 2007 foi composto integralmente por Chris Daughtry. A música foi escolhida como tema de eliminação da sexta edição do American Idol, sendo assim tocada após a saída de cada um dos participantes. "Home" também foi tema de uma campanha para os soldados norte-americanos feridos na Guerra contra o Iraque.
Uma outra faixa do cd, "What I Want", que conta com a participação do guitarrista Slash, foi lançada como single exclusivamente nas rádios norte-americanas de rock, enquanto os outros dois singles tocam em diversas rádios.
Em 26 de janeiro de 2007, às vésperas do início da turnê, Chris anunciou em um videoblog no site oficial da banda, que o guitarrista Jeremy Brady havia decidido deixá-los, por não sentir que aquela era a coisa certa para ele. Pouco tempo depois e após algumas especulações, em mais um videoblog, foi apresentado aos fãs Brian Craddock, que o substituiria. Brian era amigo de Chris dos tempos de colégio, no estado da Virgínia.

### 2009-2011:Leave This Town
Em 9 de março de 2009, Chris anunciou no site oficial do Daughtry que ele e a banda haviam acabado de terminar o novo disco. O muito esperado segundo álbum da banda foi lançado em 14 de julho de 2009.
Chris disse com frequência que esse novo trabalho seria um grande álbum de rock. Para fazer as  músicas para o disco ele trabalhou com Chad Kroeger do Nickelback, Ryan Tedder do OneRepublic, Trevor McNevan do Thousand Foot Krutch, Jason Wade do Lifehouse, Richard Marx, Scott Stevens do The Exies, Adam Gontier do Three Days Grace e Eric Dill, ex-vocalista do The Click Five.
O primeiro single "No Surprise" foi liberado em 5 de maio através do seu website, e foi tocado nas radios pela primeira vez em 26 de maio. Daughtry então apareceu no American Idol em 6 de maio de 2009, cantando "No Surprise".
"Leave This Town" ficou em primeiro lugar nas paradas da Billboard 200 vendendo mais de 269,000 copias na sua primeira semana. O álbum também ficou em primeiro lugar na Digital Albums Chart e no Rock Chart.
Com o lançamento de "Leave This Town," Chris Daughtry se tornou o primeiro participante de 'American Idol' a lançar dois álbuns campeões de venda de forma consecutiva.

### 2011-2013:Break The Spell
Gravado entre julho e setembro de 2011, em Los Angeles na Califórnia, o álbum teve seu lançamento no dia 21 de novembro de 2011. De acordo com Chris, o Break The Spell é "mais otimista e positivo nas letras" e também afirmou que o disco soa "nada como os dois anteriores". Chris escreveu todas as músicas com os guitarristas da banda Josh Craddock e Brian e com o baixista Josh Paul e contou com a ajuda de Marti Frederiksen, Busbee e James Brett. O álbum foi produzido por Howard Benson, que também produziu os dois trabalhos anteriores da banda.
Antes do lançamento do álbum, no o mês de novembro, as faixas "Renegade", "Louder Than Ever" e "Outta My Head" já estavam sendo usados pela ESPN durante algumas das suas emissões de programação.
Break The Spell estreou na posição #67 nas paradas do Reino Unido. Na Billboard 200 americana, ele estreou na 8ª posição com 129 mil cópias vendidas na primeira semana.

### 2013-2016:BaptizedeIt's Not Over...The Hits So Far
Em janeiro de 2013, Daughtry anunciou os planos da banda de lançar um novo álbum de estúdio naquele ano. O quarto disco do grupo, Baptized foi lançado oficialmente em novembro e dividiu as opiniões dos críticos. Comercialmente teve uma performance inferior aos outros trabalhos da banda. O primeiro single do album foi "Waiting for Superman", o segundo, "Battleship" e "Witness" foi a canção cotada recentemente para ser o terceiro single do álbum da banda.[carece de fontes?] Em fevereiro de 2016, Daughtry lançou um disco de grandes êxitos chamado It's Not Over...The Hits So Far.

### 2017-presente:Cage to Rattle
Ainda em 2016, a banda começou a compor as primeiras canções para um novo disco. Em 30 de março de 2018, Daughtry lançou seu primeiro single do novo disco, a canção "Backbone". Em 4 de junho de 2018, a banda anunciou seu quinto álbum de estúdio, intitulado Cage to Rattle. Foi lançado em 5 de junho de 2018 e teve uma boa recepção por parte da crítica.

## Membros da Banda

### Integrantes
- Chris Daughtry – vocal, guitarra (2006–presente)
- Josh Steely – guitarra, backing vocal (2006–presente)
- Brian Craddock – guitarra base, backing vocal (2007–presente)
- Brandon Maclin – bateria, percussão (2014; 2016–presente)
- Josh Paul – baixo, backing vocal (2006–presente)
- Elvio Fernandes – teclados, guitarra, backing vocal (2011–presente)

### Ex-membros
- Jeremy Brady – guitarra base, backing vocal (2006–2007)
- Joey Barnes – bateria, percussão, teclado, backing vocal (2006–2010)
- Robin Diaz – bateria, percussão (2010–2014)

## Discografia

### Álbuns de estúdio
- 2006 - Daughtry
- 2009 - Leave This Town
- 2011 - Break The Spell
- 2013 - Baptized
- 2018 - Cage to Rattle
- 2021 - Dearly Beloved
- 2024 - Part One
- 2025 - Part Two